# Седов, Константин Степанович
Константи́н Степа́нович Седо́в (1908—1943) — советский солдат, артиллерист, участник Великой Отечественной войны, Герой Советского Союза (1943, посмертно).
В годы Великой Отечественной войны — командир орудия 2-й батареи 540-го лёгкого артиллерийского полка (16-я лёгкая артиллерийская бригада, 5-я артиллерийская дивизия 4-й артиллерийский корпус прорыва РГК), старшина.

## Биография
Родился в 1908 году в деревне Берёзово ныне Дубенского района Тульской области в крестьянской семье. Русский. Окончил неполную среднюю школу.
Работал в крестьянском хозяйстве у своего отца, а с 1930 года, после организации колхоза в Дубне — вступил в колхоз, в котором стал бригадиром. Призван в РККА в 1942 году.
В действующей армии с 1943 года. Воевал на Центральном фронте в составе 5-й артиллерийской дивизии прорыва Резерва Верховного Главнокомандования.
Дивизия в составе Брянского фронта участвовала в начавшейся в январе 1943 года Воронежско-Касторненской операции, в том числе в освобождении города Малоархангельск, затем в июле в боях на Орловско-Курской дуге у станции Поныри.
Командир 1-го орудия 2-й батареи 540-го лёгкого артиллерийского полка РГК старшина К. С. Седов отличился в Курской битве.

В бою с немецко-фашистскими захватчиками показал себя исключительно храбрым, мужественным командиром, умеющим управлять орудием, умеющим уничтожать живую силу и технику врага.
5.07.43 года тов. Седов огнём своего орудия подавил огонь 1 миномётной батареи, уничтожил 1 пулемёт, уничтожил и частично рассеял до взвода пехоты противника.
7.07.43 года, отражая атаку танков противника на станции Поныри Курской области, огнём своего орудия уничтожил 4 тяжелых танка, до сотни автоматчиков и до взвода пехоты, подавил огонь 2-х пулемётов и погиб геройски вместе со своей пушкой от прямого попадания вражеского снаряда.
Тов. Седов проявил беспредельный героизм и мужество при защите нашей социалистической Родины от немецко-фашистских захватчиков. Тов. Седов достоин посмертного награждения правительственной наградой с присвоением звания Героя Советского Союза.
— Командир полка полковник Соболев, из наградного листа
Указом Президиума Верховного Совета СССР от 7 августа 1943 года за «мужество, отвагу и героизм, проявленные в борьбе с немецкими захватчиками» старшина Седов Константин Степанович был посмертно удостоен высокого звания Героя Советского Союза и ордена Ленина.
Кроме него, за бои на поныровском направлении 7—8 июля 1943 года это звание получили артиллеристы 540-го лёгкого артиллерийского полка сержант Алексей Сапунов, командир огневого взвода артиллерийской батареи младший лейтенант Виктор Скрылёв, а также командир 76-мм орудия из 307-й дивизии ефрейтор Кузьма Зуев. 16-й лёгкой артиллерийской бригаде 5-й артиллерийской дивизии, в состав которой входил 540-й лёгкий артиллерийский полк, было присвоено гвардейское звание, и все её полки также стали гвардейскими и краснознамёнными. В целом, артиллеристы проявляли массовый героизм при обороне своих позиций, блокируя развитие прорывов немецких танков. Из 232 солдат и офицеров, получивших звание Героя Советского Союза за свои подвиги в Курской битве, 83 человека (36 %) — это артиллеристы, 60 — стрелки пехотных и моторизованных частей, включая четырёх бойцов-бронебойщиков подразделений противотанковых ружей (26 %), 54 — лётчики (23 %), 27 — танкисты (12 %).
- Советские артиллеристы в бою.
- Советские артиллеристы в Курской битве.

## Награды и звания
- Герой Советского Союза (7 августа 1943, посмертно);
- орден Ленина (7 августа 1943, посмертно).

## Семья
Жена — Агрофина Фёдоровна, проживала в деревне Берёзовая Тульской области. Младший сын — Владимир Константинович Седов.
Внучка — Елена Николаевна Шайкина, библиотекарь, заведующая Пореченской сельской библиотекой МУК «Пореченский сельский Центр Культуры и библиотечного обслуживания» Дубенского района, лауреат премии «Шар» в номинации «Лучший сельский библиотекарь Тульской области» (2005).

## Память
Похоронен в братской могиле в посёлке Поныри, где установлен памятник. В Туле его имя носит улица в Привокзальном районе города, а также оно высечено на стеле в честь туляков — Героев Советского Союза. На родине, в деревне Берёзово, его именем названа школа и установлен обелиск.
С 2009 года в Дубне ежегодно проходит детский мини-футбольный турнир памяти Героя Советского Союза Константина Седова.